# Coupe du Portugal de football 2001-2002
Navigation
2000-2001 2002-2003
La Coupe du Portugal de football 2001-2002 est la 62e édition de la Coupe du Portugal de football, considéré comme le deuxième trophée national le plus important derrière le championnat. 
La finale est jouée le 12 mai 2002, à l'Estádio Nacional do Jamor, entre le Sporting Clube de Portugal et le Leixões Sport Club, club de troisième division. Le Sporting remporte son treizième titre en battant Leixões 1 à 0. Le Sporting réussit le doublé coupe-championnat cette saison, le finaliste perdant se qualifie pour la Coupe UEFA.

## Finale
| 12 mai 2002 | Sporting Clube de Portugal | 1 - 0   | Leixões Sport Club | Estádio Nacional do Jamor        |                                  |
|             |                            | (1 - 0) |                    | Arbitrage : Olegário Benquerença | Arbitrage : Olegário Benquerença |
|             | Feuille de match           |         |                    | Arbitrage : Olegário Benquerença | Arbitrage : Olegário Benquerença |